# Бірбоне-Бала
Бірбоне-Бала (перс. بيربنه بالا) — село в Ірані, у дегестані Кісом, у Центральному бахші, шагрестані Астане-Ашрафіє остану Ґілян. За даними перепису 2006 року, його населення становило 111 осіб, що проживали у складі 37 сімей.

## Клімат
Середня річна температура становить 14,65 °C, середня максимальна – 28,54 °C, а середня мінімальна – 0,10 °C. Середня річна кількість опадів – 1183 мм.
| Клімат поселення                              | Клімат поселення | Клімат поселення | Клімат поселення | Клімат поселення | Клімат поселення | Клімат поселення | Клімат поселення | Клімат поселення | Клімат поселення | Клімат поселення | Клімат поселення | Клімат поселення | Клімат поселення |
| Показник                                      | Січ.             | Лют.             | Бер.             | Квіт.            | Трав.            | Черв.            | Лип.             | Серп.            | Вер.             | Жовт.            | Лист.            | Груд.            |                  |
| Середній максимум, °C                         | 9,23             | 9,59             | 11,98            | 17,96            | 21,94            | 25,69            | 28,54            | 28,25            | 25,17            | 21,29            | 16,93            | 12,58            |                  |
| Середня температура, °C                       | 4,66             | 5,02             | 7,41             | 13,38            | 17,40            | 21,12            | 24,20            | 23,93            | 20,84            | 16,96            | 12,60            | 8,25             |                  |
| Середній мінімум, °C                          | 0,10             | 0,46             | 2,84             | 8,83             | 12,81            | 16,55            | 19,88            | 19,60            | 16,52            | 12,62            | 8,28             | 3,93             |                  |
| Норма опадів, мм                              | 117              | 96               | 88               | 47               | 46               | 33               | 32               | 62               | 133              | 207              | 177              | 145              |                  |
| Середньомісячна швидкість вітру, м/с          | 2.36             | 2.48             | 2.44             | 2.40             | 2.40             | 2.56             | 2.62             | 2.30             | 2.14             | 2.10             | 2.00             | 2.14             |                  |
| Середньомісячна сонячна радіація, кДж/м²·день | 6957             | 9036             | 10998            | 15534            | 19801            | 21706            | 22290            | 18877            | 15472            | 10819            | 8610             | 6659             |                  |
| --------------------------------------------- | ---------------- | ---------------- | ---------------- | ---------------- | ---------------- | ---------------- | ---------------- | ---------------- | ---------------- | ---------------- | ---------------- | ---------------- | ---------------- |
| Джерело:                                      |                  |                  |                  |                  |                  |                  |                  |                  |                  |                  |                  |                  |                  |